# Scott (Nowy Jork)
Scott – miasto w Stanach Zjednoczonych, w stanie Nowy Jork, w hrabstwie Cortland.